# Folclore apurimeño
La variedad de las expresiones folclóricas apurimeñas es notable. Y es que cada una de sus provincias contiene en este rubro una riqueza particular que se nutre de las creencias, mitos y leyendas de la zona. En verdad, los apurimeños han mantenido firmemente una tradición folclórica que ilustra, por medio de danzas, cantos, ritos y bailes, sus costumbres ligadas al trabajo de la tierra.
Esta relación con la tierra se manifiesta en todas las actividades cotidianas o festivas: la siembra y la cosecha, la marca del ganado, las celebraciones religiosas católicas, las efemérides cívicas, las ceremonias particulares, como bautizos, matrimonios, construcciones de viviendas (el hausi huasi con que se techa la casa), sepelios, etc.
Entre abril y agosto, por ejemplo, la ceremonia de la tinca y los distintos bailes alusivos a esta actividad animan las fiestas de la marca de todo tipo de ganado. La de los patronos de los pueblos y ciudades se extienden a lo largo de todo el año y son ocasión de festivales folclóricos o gastronómicos y de confraternización.
Al compás del arpa, el violín, el charango, la bandurria, la guitarra y la mandolina, los apurimeños imponen a la par sus trompetas de cuerno de vaca y sus pitus; además del bombo, los tambores y las tinyas.

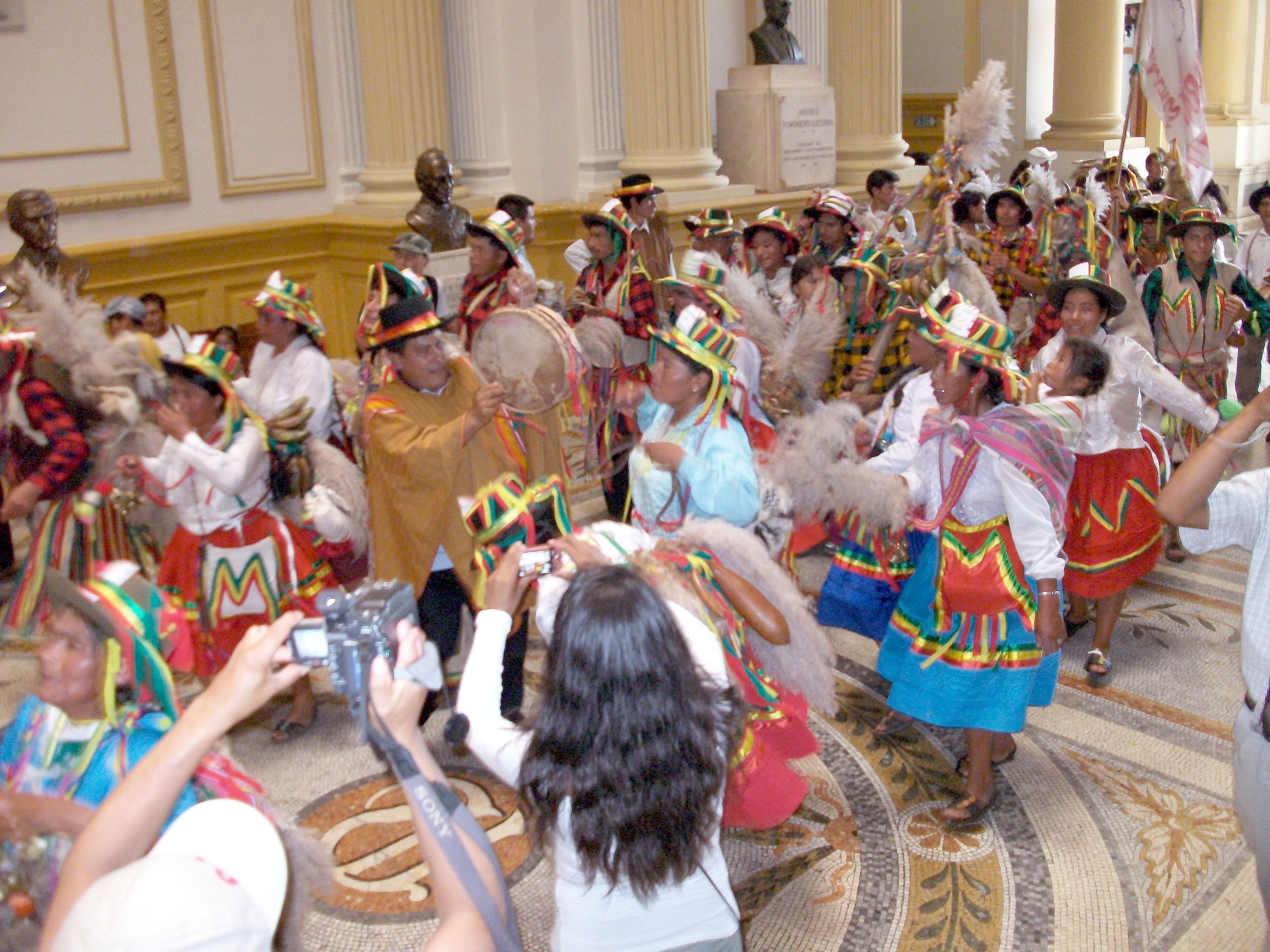
Carnaval de Andahuaylas

Las ciudades de Abancay y Andahuaylas gozan principalmente de las celebraciones carnavalescas de febrero, las cuales suelen prolongarse hasta marzo. Es común observar a las comparsas que, luego de un día de campo, se dicierten en las famosas yunzas (cortamonte) y recorren las calles en medio de cantos y bailes ataviados con trajes típicos de la región.

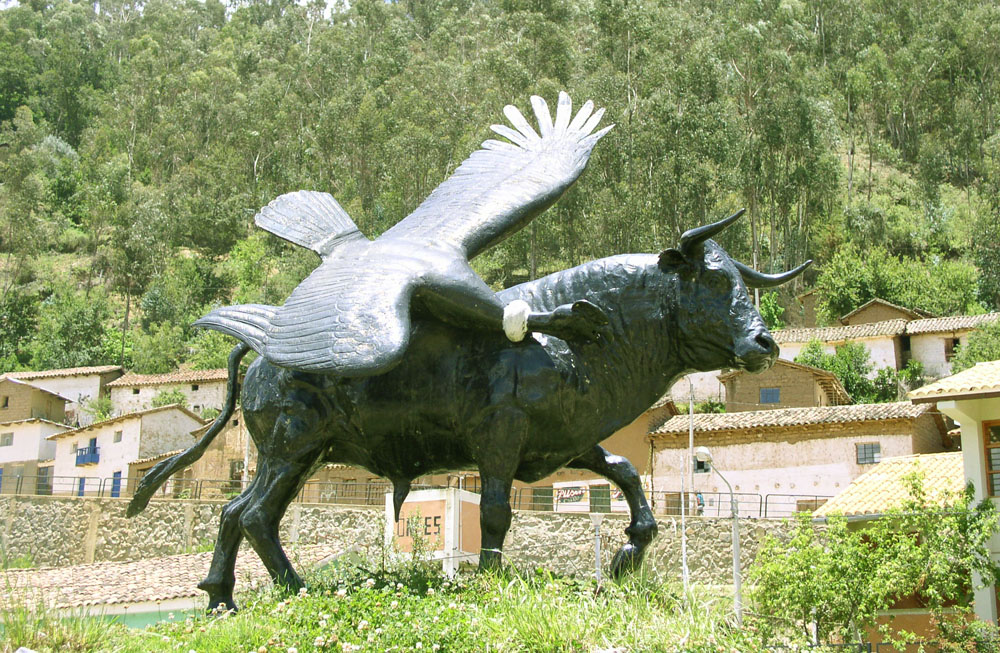
Simbología del Yawar Fiesta, Plaza de Cotabambas

También el Yáwar Fiesta es una festividad netamente apurimeña, aunque se practique también en otros departamentos, del mismo modo que la danza de las tijeras, típicamente ayacuchana, se baila en algunas localidades apurimeñas.
Es el mismo caso de la danza de los negritos, común a muchos lugares de la sierra y que testimonia la presencia de esclavos en el Ande, que se ejecuta con especial colorido, sobre todo en Navidad, en algunas localidades como Abancay. En esta ocasión también uno puede disfrutar escuchando a las waylías, mujeres solteras que cantan y bailan en homenaje al Niño y a la Virgen.
Entre danzas y cantos típicos que alegran a los apurimeños podemos mencionar a la huallacha mollembina, el carnaval de Humantuku, el umu juez de Antabamba, la marinera antabambina, la sara wanka, waka takiy, etc.